# Сан Дона ди Пиаве
Сан Дона̀ ди Пиа̀ве (на италиански: San Donà di Piave; на венециански: San Donà, Сан Дона) е град и община в Северна Италия, провинция Венеция, регион Венето. Разположен е на 3 m надморска височина. Населението на общината е 41 815 души (към 2014 г.).